# Kanadas herrlandslag i rugby union
Kanadas herrlandslag i rugby union representerar Kanada i rugby union på herrsidan. Laget har varit med i alla världsmästerskap som har spelats hittills.
Laget spelade sin första match den 31 januari 1875 i London, och förlorade med 0-21 mot England.

### Fotnoter
1. ↑  ”Rugby International”. http://www.rugbyinternational.net/countries/ireland1875-1945.htm. Läst 26 augusti 2011.